# زينب المحب
زينب إبراهيم المحُب (11 فبراير 1928 - 1975) هي طبيبةٌ فلسطينية، تعتبر أول امرأة فلسطينية تزاول مهنة الطب.

## نشأتها
ولدت في منطقة «حوش الشويش» في مدينة القدس المحتلة، والدها الصحفي اللبناني ابراهيم المحب الذي قرر العيش في فلسطين مع زوجته شركسية الأصل واصفية المحب، ترعرعت زينب في بيت متفهم يدعم المرأة وطموحها واستطاع والدها رغم سوء أحواله المادية من تسجيلها في مدرسة خاصة. تعرفت من خلال تلك المدرسة على ابنة مشري بيك رزق الله قنصل مصر في فلسطين، واستطاعت زينب التي كانت تحب الرسم من لفت انتباه القنصل المصري، حتى طلب منها رسم لوحة للملك فاروق، وأرسلها له. فقام الملك بمكافئتها بمبلغ مالي بعدما أعجبته الصورة.

## دراستها
قررت زينب بعد انهاء الثانوية العامة عام (1941), من إرسال رسالة شكر للملك فاروق على المبلغ المالي الذي أرسله الا انها أرفقت مع الرسالة عدد من الكلمات وهي «أريد هدية لشعبي وهي أن ادرس الطب لأعالج أمثالي من الفقراء». نشرت الصحف رسالة زينب حينها وأصدر الملك فاروق مرسوم ملكي بتعليمها الطب لتكون بذلك أول فتاة فلسطينية تدرس الطب. تلقت زينب دراستها في تخصص الطب البشري والجراحة في جامعة الملك فؤاد في القاهرة (جامعة القاهرة اليوم). أنهت دراستها عام 1951 وحصلت بعدها على شهادة مزاولة المهنة من القاهرة، والتي انضمت بموجبها للنقابة العليا للاطباء هناك. وامتدت شهرتها لتصبح فيما بعد طبيبة الاميرات، وذلك قبل أن تصبح طبيبة خاصة للملكة زين والدة العاهل الأردني الراحل الحسين بن طلال.

## وفاتها
توفيت المحب في مدينة أريحا عام 1975، لتكون بذلك أول طبيبة فلسطينية.